# تپه بزرگ شماره ۴
تپه بزرگ شماره ۴ مربوط به دوران‌های تاریخی پس از اسلام است و در شهرستان همدان، بخش فامنین، روستای زرقان واقع شده و این اثر در تاریخ ۱۱ شهریور ۱۳۸۲ با شمارهٔ ثبت ۹۸۶۴ به‌عنوان یکی از آثار ملی ایران به ثبت رسیده است.